# Leasing
Leasing - este o operațiune comercialǎ prin care o parte denumită locator/finanțator, transmite celeilalte părți, denumită locatar/utilizator, la solicitarea acesteia din urmǎ, contra unei plăți periodice, denumită rată de leasing (redevență), dreptul de folosință al unui bun al cărui proprietar rămâne pentru o perioadă determinată de timp.
Pe tot parcursul contractului care este de minim 12 luni conform legii, societatea de leasing rămâne proprietarul bunului ce face obiectul contractului de leasing.

Conform legii, operațiunile de leasing se clasifică în leasing financiar și leasing operațional.

În cazul leasingului financiar, deductibilitatea apare la nivelul amortizării și dobânzii de leasing. Valoarea reziduală este de 20%.
În acest caz, amortizarea se face la utilizator, dreptul de proprietate rămânând la societatea de leasing. Societatea de leasing trebuie să prevadă expres în contractul de leasing opțiunea de cumpărare. În cazul leasingului financiar, utilizatorul intră în posesia bunului odată cu plata valorii reziduale.

## Termeni generali
Un contract de închiriere este un contract legal și, prin urmare, este executoriu de către toate părțile în temeiul dreptului contractual al legislației aplicabile. Unele tipuri specifice de contracte de leasing pot avea clauze specifice impuse de lege, în funcție de proprietatea închiriată și / sau de jurisdicția în care a fost semnat contractul sau de reședința părților. 

## Tipuri de leasing
În funcție de structura contractuală și de drepturile utilizatorului asupra bunului, leasingul poate fi clasificat în mai multe tipuri:

#### 1. Leasing financiar
Leasingul financiar este o formă de finanțare în care locatarul (utilizatorul) are dreptul de a folosi bunul pe durata contractului și, de regulă, opțiunea de a-l cumpăra la finalul perioadei de leasing, plătind o valoare reziduală. Acest tip de leasing implică transferul majorității riscurilor și beneficiilor asociate proprietății către utilizator.

#### 2. Leasing operațional
Leasingul operațional este o variantă în care bunul este utilizat pe o perioadă determinată, iar la finalul contractului acesta este returnat locatorului (proprietarului). Acest tip de leasing este adesea folosit pentru echipamente și vehicule, fără obligația de cumpărare la final. Costurile de întreținere și alte servicii pot fi incluse în contract.

#### 3. Leasing de tipsale and leaseback
În cadrul acestui tip de leasing, proprietarul unui bun îl vinde unei companii de leasing și apoi îl închiriază înapoi pe o perioadă determinată. Această metodă este utilizată pentru a elibera capitalul blocat în active, menținând în același timp utilizarea bunului.

#### 4. Leasing imobiliar
Leasingul imobiliar implică închirierea pe termen lung a unui imobil, cu posibilitatea achiziționării acestuia la finalul contractului. Este utilizat în special pentru spații comerciale, birouri și unități industriale.

#### 5. Leasing auto extern
Leasingul auto extern este o formă de leasing prin care un vehicul este achiziționat de la un furnizor dintr-o altă țară, fiind finanțat printr-o companie de leasing. Această soluție este utilizată frecvent pentru a accesa oferte mai avantajoase, modele de vehicule indisponibile pe piața locală sau condiții financiare mai flexibile. Contractul poate fi de tip financiar sau operațional, iar utilizatorul trebuie să respecte reglementările fiscale și vamale specifice fiecărei țări.

## Avantajele Leasingului
Leasingul este o soluție de finanțare utilizată pe scară largă datorită beneficiilor pe care le oferă atât persoanelor fizice, cât și companiilor. Avantajele leasingului pot varia în funcție de tipul contractului și de specificul activului finanțat, însă principalele beneficii includ:
- Accesibilitate financiară

Leasingul permite utilizarea unui bun fără a fi necesară plata integrală a acestuia în avans. Acest aspect este benefic în special pentru companii și antreprenori, care pot conserva capitalul pentru alte investiții.
- Flexibilitate în opțiunile de finanțare

Există mai multe tipuri de leasing, precum leasingul financiar și leasingul operațional, fiecare având caracteristici adaptate diferitelor nevoi. De asemenea, contractele pot fi personalizate în funcție de durata, avansul și valoarea reziduală.
- Avantaje fiscale

În funcție de reglementările fiscale din fiecare țară, leasingul poate oferi deduceri fiscale, cum ar fi deductibilitatea ratelor de leasing în cazul firmelor, ceea ce contribuie la optimizarea costurilor.
- Îmbunătățirea fluxului de numerar

Prin leasing, utilizatorii pot evita cheltuieli mari de achiziție, distribuind costurile pe o perioadă determinată. Acest lucru ajută la menținerea unui flux de numerar stabil și la planificarea mai eficientă a bugetului.
- Acces la echipamente moderne

Leasingul oferă posibilitatea de a accesa vehicule, echipamente sau tehnologii de ultimă generație fără a fi necesară o investiție majoră. Acest aspect este important în industrii unde inovația și actualizarea constantă a echipamentelor sunt esențiale.
- Servicii suplimentare incluse

În cazul leasingului operațional, costurile de întreținere, asigurare și alte servicii pot fi incluse în contract, ceea ce reduce efortul administrativ și riscurile asociate deținătorului bunului.
- Posibilitatea de achiziție la finalul contractului

Pentru leasingul financiar, utilizatorul are opțiunea de a cumpăra bunul la finalul perioadei de leasing prin achitarea valorii reziduale, ceea ce oferă un echilibru între utilizare și proprietate.
Aceste avantaje fac din leasing o alternativă atractivă față de achiziția directă sau alte forme de finanțare precum credite auto, fiind utilizată în diverse sectoare economice.

## Istoria de leasing de terenuri
De-a lungul secolelor, contractele de leasing au servit în multe scopuri, iar natura reglementării juridice a variat în funcție de scopurile și de condițiile sociale și economice ale vremii. Leasingurile, de exemplu, au fost utilizate în principal în scopuri agricole până la sfârșitul secolului al XVIII-lea și începutul secolului al XIX-lea, când creșterea orașelor din țările industrializate a făcut o formă importantă de deținere a terenurilor în zonele urbane.
Legea modernă a proprietarului și locatarului în jurisdicțiile de drept comun păstrează influența dreptului comun și, în special, a filosofiei laissez-faire care a dominat legea contractului și a dreptului de proprietate în secolul al XIX-lea. Odată cu creșterea consumului, legislația privind protecția consumatorilor a recunoscut că principiile de drept comun, care preiau egalitatea de negociere între părțile contractante, creează greutăți atunci când presupunerea este inexactă. În consecință, reformatorii au subliniat necesitatea de a evalua legile locative de închiriere în ceea ce privește protecția pe care o oferă chiriașilor. Legislația pentru protejarea chiriașilor este acum comună.

## Plățile de leasing
Principalele scheme acceptate în practică pentru plățile de leasing sunt:
- regresiv (plata lunară pe durata contractului de leasing scade);
- anuitatea (plata lunară pe durata contractului de leasing rămâne aceeași);
- sezonier (programul de plăți este legat de sezonalitatea afacerii locatarului).